# West Torrens Birkalla Soccer Club
O West Torrens Birkalla Soccer Club é um clube semi-profissional de futebol com sede em Adelaide, Austrália. A equipe compete na National Premier Leagues.

## História
O clube foi fundado em 1923.